# Claus-Peter Damitz
Claus-Peter Damitz (* 1960 in Essen) ist ein deutscher Schauspieler und Synchronsprecher.

## Leben
Claus-Peter Damitz wuchs in seiner Geburtsstadt Essen auf. Nachdem er seinen Zivildienst abgeleistet hatte, war er zunächst als Regieassistent am Kinder- und Jugendtheater in Essen beschäftigt. Danach besuchte er die Hochschule für Musik und Theater Hannover und wurde anschließend ein Ensemblemitglied am Grips-Theater in Berlin. 1987 erhielt er in der Filmkomödie Otto – Der neue Film eine kleine Nebenrolle als Fußballfan.
Der große Erfolg kam für Damitz mit dem Musical Linie 1 von Volker Ludwig, welches er über fünfhundert Mal in verschiedenen Städten der ehemaligen DDR sowie in Wien aufführte. Der Erfolg des Musicals war so groß, dass das Ensemble des Grips-Theaters es auch weltweit nach Städte wie Paris, New York City oder Melbourne brachte. In der gleichnamigen Verfilmung von 1988 wirkte Damitz ebenfalls als Schauspieler mit.
Die Zeit danach war Damitz wieder verstärkt als Theaterdarsteller tätig und spielte in Stücken wie Ab heute heißt du Sara, Eine linke Geschichte oder Der Kaufmann von Venedig mit. Für seine Leistungen in Linie 1 und Ab heute heißt du Sara wurde Damitz zudem mit dem Publikumspreis der TheaterGemeinde Berlin ausgezeichnet. Neben seiner Arbeit auf der Theaterbühne ist der mittlerweile freiberufliche Schauspieler bis heute auch als aktiver Synchronsprecher tätig. Dazu kam er durch seine Kollegin Hansi Jochmann, welche ihn 1988 auf eine Tour durch die Synchronstudios Berlin mitnahm, wo man ihn dann als Sprecher engagierte. Damitz leiht vor allem Figuren in Animes und Fernsehserien seine Stimme. So sprach er unter anderem Timothy Omundson in Für alle Fälle Amy, Brandon Douglas in Dr. Quinn – Ärztin aus Leidenschaft und Bryon Mann in der Fernsehserie Dark Angel. Zudem synchronisierte er Knuckles in einigen Videospielen der Sonic-Reihe. In dem 2014 erschienenen Ego-Shooter-MMORPG Destiny verleiht er dem Geist aka. Kleines Licht die markante Stimme. Seit der Fantasyserie Game of Thrones ist Damitz die deutsche Standardstimme des Schauspielers Peter Dinklage. Seit 2016 spricht er in der Serie Die Simpsons zudem die Figur Ned Flanders.

## Synchronrollen (Auswahl)
Peter Dinklage
- 2013: iLove – geloggt, geliked, geliebt als Gerard
- 2013: Knights of Badassdom als Hung
- 2014: X-Men: Zukunft ist Vergangenheit als Dr. Bolivar Trask
- 2015: Pixels als Eddie Plant
- 2017: Rememory als Sam Bloom
- 2017: State of Mind – Der Kampf des Dr. Stone als Joseph (Synchro 2020)
- 2017: Three Billboards Outside Ebbing, Missouri als James
- 2018: Avengers: Infinity War als Eitri
- 2011–2019: Game of Thrones (Fernsehserie) als Tyrion Lennister
- 2020: I Care a Lot als Roman Lunyov
- 2021: Cyrano als Cyrano
- 2023: She Came to Me als Steven Lauddem
- 2023: Transformers: Aufstieg der Bestien als Scourge
- 2023: Die Tribute von Panem – The Ballad of Songbirds and Snakes als Dekan Casca Highbottom
- 2024: Unfrosted als Harry Friendly

John Beale
- 2005: Jesse Stone: Eiskalt als Dr. Peter Perkins
- 2006: Jesse Stone: Knallhart als Dr. Peter Perkins
- 2006: Jesse Stone: Totgeschwiegen als Dr. Peter Perkins
- 2007: Jesse Stone: Alte Wunden als Dr. Peter Perkins
- 2009: Jesse Stone: Dünnes Eis als Dr. Peter Perkins
- 2012: Jesse Stone: Im Zweifel für den Angeklagten als Dr. Peter Perkins

Eric Jacobson
- 2005: Muppets: Der Zauberer von Oz als Miss Piggy / Die Hexen von Oz
- 2008: Die Muppets – Briefe an den Weihnachtsmann als Miss Piggy
- 2008: Studio DC – Beinah Live! (Fernsehserie) als Miss Piggy
- 2014: Muppets Most Wanted als Miss Piggy (Gesang)
- 2015–2016: The Muppets als Miss Piggy

Doug Jones
- 2003: The Guardian – Retter mit Herz als Micah Oakey
- 2009: Angel of Death als Dr. Rankin
- 2012–2013: The Neighbors als Dirk Nowitzki (in 6 Episoden)
- 2015: Arrow als Jake Simmons (in Episode s3e19 Ferngesteuert)
- 2015: The Flash als Jake Simmons (in Episode s1e22 Kampf der Giganten)

Bart Johnson
- 2006: High School Musical als Coach Jack Bolton
- 2007: High School Musical 2 als Coach Jack Bolton
- 2008: High School Musical 3: Senior Year als Coach Jack Bolton
- 2023: High School Musical: Das Musical: Die Serie (Fernsehserie)  als Bart Johnson (2 Episoden)

Richard O’Brien
- 2011: Phineas und Ferb: Quer durch die 2. Dimension als Lawrence Fletcher
- 2007–2015: Phineas und Ferb (Fernsehserie) als Lawrence Fletcher
- 2020: Phineas und Ferb: Der Film – Candace gegen das Universum als Lawrence Fletcher

Richard Kind
- 2009: Santa Buddies – Auf der Suche nach Santa Pfote als Eddy
- 2010: Santa Pfotes großes Weihnachtsabenteuer als Eddy
- 2012: Santa Pfote 2 – Die Weihnachts-Welpen als Eddy

Bob Peterson
- 2009: Oben als Alpha
- 2009: Dugs Sondereinsatz als Alpha

Kazunari Ninomiya
- 2015: Assassination Classroom – Part 1 als Koro-Sensei
- 2016: Assassination Classroom – Part 2 als Koro-Sensei

### Filme
- 1963: Der Diener (2. Synchronisation) – Dirk Bogarde als Hugo Barret
- 1983: Christine – Marc Poppel als Chuck
- 1989: Kikis kleiner Lieferservice – Kōichi Miura als Okino (Kikis Vater)
- 1990: Jacob’s Ladder – In der Gewalt des Jenseits – Matt Craven als Michael
- 1991: Zurück aus der Hölle – Daniel Jenkins als Dwayne
- 1991: Ricochet – Der Aufprall – Rick Cramer als Jesse
- 1992: Martial Law 3 – Tödliches Komplott – Tom Wood als Samuel
- 1993: Charley und der Engel – Ed Begley junior als Derwood
- 1993: Der mysteriöse Mr. Sebastian – Hayward Morse als Gavin
- 1993: Der beste Spieler weit und breit: Sein größter Sieg – Matt McCoy als Lieutenant
- 1993: Heart of Justice – Tag der Rache – Ross Leon als Officer McCrane
- 1996: Mr. Präsident Junior – Blake Boyd als Dash
- 1997: Für einen Mann durch die Hölle – Sal Lopez als Randy
- 1998: Düstere Legenden – Danny Comden als Blake
- 1999: Insider – Roger Bart als Seelbach Hotel Manager
- 1999: Eyes Wide Shut – Thomas Gibson als Carl Thomas
- 2000: Wo dein Herz schlägt – J. D. Evermore als Krankenpfleger
- 2000: Hallo, ich bin der Weihnachtsmann! – Steven Eckholdt als Peter Albright
- 2001: Die geheimnisvolle Minusch – Theo Maassen als Tibbe
- 2002: Blade II – Ladislav Beran als Drogendealer
- 2002: Wir waren Helden – Ryan Hurst als Sgt. Ernie Savage
- 2003: Das Schloss im Himmel – Mark Hamill als Muska
- 2003: Hope Springs – Die Liebe deines Lebens – Tony Alcantar als Webster
- 2003: Hitler – Aufstieg des Bösen – Harvey Friedman als Friedrich Hollaender
- 2004: King Arthur – Alan Devine als Britischer Kundschafter
- 2004: Memories – Shin’ya Ootaki als Operator #2
- 2006: Cars –  Dale Earnhardt junior als er selbst
- 2008: Twilight – Biss zum Morgengrauen – Matt Bushell als Phil Dwyer
- 2008: Ponyo – Das große Abenteuer am Meer – Kazushige Nagashima als Kôichi
- 2009: Ex – Fabio De Luigi als Paolo
- 2010: Plan B für die Liebe – Cesar Millan als Cesar Millan
- 2011: Mein Freund, der Delfin – Harry Connick junior als Dr. Clay Haskett
- 2011: Freundschaft Plus – Cary Elwes als Dr. Metzner
- 2011: Cars 2 – Jason Isaacs als Siddely
- 2013: Die Nonne – Nicolas Jouhet als Priester Sainte-Marie
- 2014: Für immer Single? – Josh Pais als Fred
- 2015: Aladin – Tausendundeiner lacht! – Arthur Benzaquen als Magier / Parfüm Typ
- 2015: Die Eiskönigin – Party-Fieber – Josh Gad als Olaf
- 2017: The Foreigner – Rufus Jones als Ian Wood
- 2019: Dumbo – Douglas Reith als Sotheby
- 2020: Phineas und Ferb: Der Film – Candace gegen das Universum – Thomas Middleditch als Garnoz

### Serien
- 1992–1993: Die fliegenden Ärzte – Mark Neal als Marty Jarvis
- 2004–2009: Immer wieder Jim – Mitch Rouse als Dr. Ryan Gibson
- 2009–2015: Community – John Oliver als Dr. Ian Duncan
- 2013–2014: Once Upon a Time in Wonderland – Naveen Andrews als Jafar
- 2012: The Firm – Paulino Nunes als U. S. Marshal Louis Coleman
- seit 2013: Rick and Morty – Chris Parnell als Jerry Smith
- 2015–2016: Assassination Classroom – Jun Fukuyama als Koro-Sensei
- 2015–2019: The Man in the High Castle – Joel de la Fuente als Inspektor Kido
- seit 2016: Die Simpsons – Harry Shearer als Ned Flanders (3. Stimme)
- 2016: Sonic Boom – Knuckles the Echidna
- 2017: Taboo – Jason Watkins als Solomon Coop
- 2018: Baki (2018) – Tooru Furuya als Erzähler
- seit 1997: South Park – Trey Parker als Stephen Chris Stotch
- seit 1997: South Park – Vernon Chatman als Towelie
- 2019: One Piece – Yasuhiro Mamiya als Jean Ango
- 2019: Die Medici – Johnny Harris als Bruno Bernardi
- 2020: One Piece – Masaru Ikeda als Nekomamushi
- 2021–2022: Snowdrop – Moon-kyung Kang als Park Mu-yeol

## Hörspiele
- 2015: Alpha & Omega – Der Geist der Säbelzahnhöhle – Das Original-Hörspiel zum Film. Edel:Kids.
- 2015: Die Eiskönigin Partyfieber. Kiddinx Media.

## Hörbücher
- 2018: Harald Lesch, Klaus Kamphausen: Wenn nicht jetzt, wann dann? Handeln für eine Welt, in der wir leben wollen (gemeinsam mit Julia Cortis, Detlef Kügow-Klenz und Harald Lesch), der Hörverlag, ISBN 978-3-8445-3124-4